# Giovan Battista Corniani
Giovan Battista Corniani, o anche Giambattista Corniani (Orzinuovi, 28 febbraio 1742 – Brescia, 7 novembre 1813), è stato un commediografo, saggista e critico letterario italiano.

## Biografia
Fu seguace di Napoleone e Giureconsulto per l'edizione italiana e latina del Codice Napoleonico. Fu anche iscritto al Regio Istituto Italiano.
È tuttavia noto soprattutto per la sua attività letteraria. Compose versi sciolti su argomenti di moda in età napoleonica (La vera filosofia, 1782), un melodramma (L'inganno felice) e vari scritti giuridici. 
Nel 1807 compose un elogio del poeta Antonio Brognoli.
Più importanti i suoi saggi di critica letteraria, ispirati alle teorie estetiche sensiste: I piaceri dello spirito, ossia l'analisi de' principi del gusto e della morale (1790), e I Secoli della letteratura italiana dopo il suo risorgimento (1803-1813).

## Opere principali
- Della legislazione relativamente all'agricoltura-discorsi due (1777)
- Poesie (1800, dedicate a Napoleone e altri personaggi dell'epoca)
- L'inganno felice (libretto)
- Matrimonio alla moda (commedia)
- Dario in Babilonia (tragedia)
- Storia letteraria degli Orci Novi
- I secoli della letteratura italiana dopo il suo Risorgimento, colle aggiunte di Camillo Ugoni e Stefano Ticozzi e continuato sino a questi ultimi giorni per cura di F. Predari. Torino: Pomba, poi Torino: UTET, 1854-1856 .